# 黄金の指
『黄金の指』（おうごんのゆび、Harry in Your Pocket）は、1973年のアメリカ合衆国の犯罪映画。出演はジェームズ・コバーンなど。
原題について、公開前は「Harry Never Holds」という題が使われていた。

## キャスト
| 役名        | 俳優                           | 日本語吹替                         |
| 役名        | 俳優                           | TBS版                              |
| ----------- | ------------------------------ | ---------------------------------- |
| ハリー      | ジェームズ・コバーン           | 小林清志                           |
| レイ        | マイケル・サラザン             | 安原義人                           |
| ケイシ―     | ウォルター・ピジョン           | 高城淳一                           |
| サンディ    | トリッシュ・ヴァン・ディヴァー | 北島マヤ                           |
| フェンス    | マイケル・グワイン             | 納谷六朗                           |
| 不明 その他 |                                | 嶋俊介 池田勝                      |
|             |                                |                                    |
| 演出        | 演出                           | 加藤敏                             |
| 翻訳        | 翻訳                           | 小川裕子                           |
| 効果        |                                |                                    |
| 調整        |                                |                                    |
| 制作        | 制作                           | 東北新社                           |
| 解説        |                                |                                    |
| 初回放送    | 初回放送                       | 1978年2月20日 『月曜ロードショー』 |

## スタッフ
- 監督：ブルース・ゲラー
- 製作：ブルース・ゲラー、アラン・ゴッドフリー
- 脚本：ジェームズ・デヴィッド・ブキャナン、ロナルド・オースティン
- 撮影：フレッド・コーネカンプ
- 音楽：ラロ・シフリン